# Anders Andersson
Pers Anders Andersson (Tomelilla, 15 de março de 1974) é um ex-futebolista sueco que atuava como defensor. 

## Carreira
Defendeu os seguintes times: Malmö, Blackburn Rovers, AaB, Benfica e Belenenses.
Anders, mesmo tendo o sobrenome Andersson, não possui parentesco com Kennet Andersson, Patrik Andersson e Christoffer Andersson, que possuem o mesmo registrado em seus nomes.
Deixou os gramados em 2005, de volta ao Malmö.

### Testemunha da morte de Fehér
“"Ele tinha apenas 24 anos e foi tão saudável como um poderia possivelmente ser. Nunca houve quaisquer sinais de que algo estava errado, ele estava na melhor forma".”

— Anders Andersson, sobre a morte do húngaro Fehér, durante a partida contra o Vitória de Guimarães.
No dia da morte de Miklós Fehér, seu companheiro no Benfica, durante a partida contra o Vitória de Guimarães, Anders disse que nada de errado havia no húngaro, já que este estava em boa forma.
Após a morte de Fehér, o sueco se mudou para o Belenenses, mas não durou muito na equipe alviazul de Belém.

## Seleção
Anders Andersson nunca teve sucesso na Seleção Sueca. Sua estreia foi em 1994, tendo disputado duas Eurocopas. Saiu da seleção em 2005. Ele integrou a Seleção Sueca de Futebol na Eurocopa de 2000.